# Dynatozetes magnus
Dynatozetes magnus är en kvalsterart som först beskrevs av Banks 1895.  Dynatozetes magnus ingår i släktet Dynatozetes och familjen Mochlozetidae. Inga underarter finns listade i Catalogue of Life.